# マリア・ザンダー
マリア・ザンダー (Maria Sander、1924年10月30日 - 1999年1月12日)は、旧西ドイツの陸上競技選手。1952年ヘルシンキオリンピックの銀メダリストである。

## 経歴
ザンダーは、ドイツ選手権の80mハードルでは1948年に初優勝して以来5回、100m走では1952年から4回の優勝を誇る選手である。1952年ヘルシンキオリンピックには80mハードル、100m走、4×100mリレーの3種目に出場。80mハードルはオーストラリアのシャーリー・ストリックランド、ソ連のマリア・ゴルブニチャヤに次いで銅メダルを獲得。100m走では5位に終わったものの、4×100mリレーではウルスラ・クナブ、ヘルガ・クライン、マルガ・ペテルセンとともに銅メダルを獲得した。